# All-American Bitch
«All-American Bitch» (estilizado en minúsculas) es una canción de la cantautora estadounidense Olivia Rodrigo. Es la canción de apertura de su segundo álbum de estudio, Guts (2023), que fue lanzado el 8 de septiembre de 2023 por Geffen Records. Rodrigo lo escribió con su productor Dan Nigro. Una canción folk que se transforma en una canción pop punk a mitad de camino, «All-American Bitch» se inspiró en un ensayo escrito por Joan Didion que usaba la letra principal. Sus letras tratan sobre las expectativas sociales puestas en las mujeres.

## Argumento
Tras el éxito comercial de su álbum de estudio debut, Sour (2021), Olivia Rodrigo continuó colaborando con Dan Nigro, quien había producido todos los temas del mismo. El siguiente álbum, Guts (2023), fue concebido cuando tenía 19 años, un año que describió como «mucha confusión, errores, incomodidad y angustia adolescente a la antigua usanza». El álbum y su título se anunciaron el 26 de junio de 2023, y su sencillo principal, «Vampire», fue lanzado cuatro días después. La canción alcanzó el número uno en varios países, incluido Estados Unidos, donde se convirtió en su tercer sencillo número uno en el Billboard Hot 100. «Bad Idea Right?» fue elegido como sencillo de seguimiento.
Rodrigo escribió «All-American Bitch» con Nigro. Ella le dijo a Zane Lowe en una entrevista para Apple Music: «Realmente me encanta la canción [...] Es una de mis canciones favoritas que he escrito. Realmente amo la letra y creo que expresa algo que he estado tratando de expresar desde que tenía 15 años, esta ira reprimida y sentimiento de confusión o tratar de ser encasillada como niña». La canción comenzó en un piano pero finalmente se convirtió en una «canción de rock intensa». Rodrigo afirmó que el título se deriva de un ensayo de Joan Didion (el ensayo titular en Slouching Towards Bethlehem): «[...] ella escribió sobre los hippies en San Francisco y la fuga de casa. Uno de los fugitivos estaba hablando de su madre en casa y dijo que era una all-American bitch («perra totalmente estadounidense»). Pensé: 'Guau, eso es genial'. Es un conjunto de palabras tan provocativo. Al día siguiente me senté al piano y escribí 'All-American Bitch'. ... Nunca se sabe la trayectoria que tomará una canción». El 1 de agosto de 2023, Rodrigo reveló la lista de canciones de Guts, que presenta «All-American Bitch» como primera pista. La canción fue lanzada como pista de Guts el 8 de septiembre de 2023 a través de Geffen Records. Un vídeo de ensayo acompañó su lanzamiento, en el que Rodrigo luce una camiseta con una imagen de Fiona Apple.

## Composición
«All-American Bitch» dura dos minutos y 45 segundos. Nigro diseñó la canción con Sam Stewart, Sterling Laws, Dave Schiffman y Jasmine Chen y proporcionó la producción y la producción vocal. Toca guitarra acústica, guitarra eléctrica, percusión, bajo, sintetizador y programación de batería; Stewart toca la guitarra acústica y la guitarra eléctrica; Laws toca la batería; y Ryan Linvill toca el bajo. Spike Stent mezcló la canción y Randy Merrill hizo la masterización.
«All-American Bitch» comienza como un «himno folk azotado por el viento antes de convertirse abruptamente en un pop punk», según Jason Lipshutz de Billboard. La letra de la canción rinde homenaje a cómo se espera que las mujeres jóvenes nunca muestren infelicidad e incorpora los gritos de Rodrigo en su producción. Rodrigo comienza cantando sobre suaves rasgueos de guitarra, detallando un retrato de la perfección: I am light as a feather and as stiff as a board / I pay attention to things that most people ignore («Soy liviana como una pluma y rígida como una tabla / presto atención a cosas que la mayoría de la gente ignora»). Durante el coro que incluye baterías y guitarras, su entrega se vuelve más agresiva:  forgive and I forget / I know my age and I act like it («Perdono y olvido / Sé mi edad y actúo como tal»). Rodrigo asume un tono gentil en los versos y furioso en los estribillos. Rodrigo incluye letras sobre cómo se espera que las mujeres repriman su ira o que las llamen demasiado emocionales. Algunas de sus voces en la canción recibieron comparaciones con Avril Lavigne y Alanis Morissette. Las líneas finales parodian los varios discursos de aceptación de premios que ya ha pronunciado: All the time, I'm grateful all the time / I'm sexy and I'm kind / I'm pretty when I cry («Todo el tiempo, estoy agradecida todo el tiempo / Soy sexy y amable / Soy bonita cuando lloro»).

## Recepción
En una clasificación de todas las canciones de Guts, Lipshutz nombró a «All-American Bitch» la segunda mejor canción y afirmó: «a canción es un tour de force abridor del álbum que demuestra una vez más el don singular de Rodrigo para la refracción del género». Comparó la canción con la canción de Sour «Brutal» y pensó que ambas demostraban su versatilidad. Erica Gonzales de Elle, creía que «All-American Bitch» era un «abridor espectacular» y «tan contundente como sugiere el título, aunque [los oyentes] no podrían notarlo en las primeras notas». Ella opinó que la batería en el coro sonaba «como una rabieta» y «la melodía oscila de dulce a amarga (perdón por el juego de palabras), de angelical a caótica». Mientras comparaba Guts con una «banda sonora de la mejor comedia adolescente de principios de la década de 2000 que nunca existió», Mary Kate Carr de The A.V. Club sintió que era una canción que habría encajado en la banda sonora 10 Things I Hate About You de 1999. Tras el lanzamiento de «All-American Bitch», vídeos en línea en TikTok compararon su estribillo con el sencillo de 2008 de Miley Cyrus, «Start All Over».

## Créditos y personal
Los créditos están adaptados de las notas de Guts.
- Olivia Rodrigo – voz, coros, compositora.
- Dan Nigro – productor, compositor, ingeniero, guitarra acústica, guitarra eléctrica, percusión, productor vocal, bajo, sintetizador, programación de batería, coros.
- Sam Stewart – ingeniero, guitarra acústica, guitarra eléctrica.
- Leyes de la libra esterlina – batería, ingeniero.
- David Schiffman - ingeniero.
- jazmín chen - ingeniero.
- Ryan Linvill – bajo.
- Randy Merrill – masterización.
- Spike Stent – mezclado.